# Romanisation des langues chinoises

Le mot chinois pour « Langue nationale » écrit en chinois traditionnel, chinois simplifié, et les romanisations hanyu pinyin, Gwoyeu Romatzyh, Wade-Giles, et Yale.

La romanisation des langues chinoises (chinois simplifié : 汉字拉丁化 ; chinois traditionnel : 漢字拉丁化 ; pinyin : hànzì lādīng huà, littéralement Conversion caractères chinois-latin) est l'utilisation de l'alphabet latin pour écrire la langue chinoise. Le chinois est écrit avec les caractères chinois depuis environ 1500 av. J.-C. L'écriture chinoise ne rend pas directement la prononciation de la langue.
Les raisons d'être de ces systèmes de romanisation sont multiples. Ils permettent l'apprentissage phonétique de la langue chinoise par les locuteurs non natifs. Ils permettent aussi d'aider à la prononciation de caractères chinois non familiers—la prononciation en mandarin standard peut permettre à des locuteurs de différentes langues chinoises de se comprendre. Les claviers standard tels l'AZERTY ou le QWERTY sont par ailleurs prévus pour l'alphabet latin, ce qui rend l'introduction de caractères chinois difficile. Les dictionnaires chinois ont un système complexe de classification, et les systèmes de romanisation peuvent permettre un accès plus facile en utilisant l'ordre alphabétique de la prononciation standard des caractères.
Parmi les systèmes non chinois les plus connus, l'on trouve notamment les systèmes Wade-Giles et Yale. Les systèmes d'origine chinoise les plus connus sont le gwoyeu romatzh et le hanyu pinyin. Le hanyu pinyin est devenu la norme officielle en Chine, et à Taïwan depuis 2009 et l’abandon du tongyong pinyin.

## Rétroactes
Les grammairiens indiens du sanskrit qui se rendirent en Chine il y a 2 000 ans pour travailler sur les textes bouddhiques et la translittération de termes bouddhiques en chinois, découvrirent la structure : « son initial », « son final » et « ton suprasegmental » des syllabes du chinois parlé. Cette compréhension est reflétée dans le système de transcription Fanqie, dont le principe est le même que les systèmes de transcription modernes. Le système Fanqie était idéal pour indiquer la prononciation standard d'un seul caractère isolé, tels qu'ils sont la base du chinois classique dans la littérature écrite. Ce système était cependant inadapté pour la prononciation des langues parlées et dès lors polysyllabique, telles le mandarin.
En plus de la structure syllabique, il est également nécessaire d'indiquer les tons en romanisation chinoise. Les tons distinguent la définition de tout morphème en chinois, et la définition des mots est dès lors ambigüe en l'absence des tons. Certains systèmes indiquent les tons avec un nombre suivant la syllabe, par exemple : ma1, ma2, ma3, etc. D'autres, tels le pinyin, les indique via des signes diacritiques, tels mā, má, mǎ, et mà pour les 4 tons du mandarin standard. Par ailleurs, la romanisation Gwoyeu Romatzyh procède en ajoutant des lettres pour donner une indication du ton, évitant ainsi les signes diacritiques ou les chiffres : mha, ma, maa et mah, pour les quatre tons du mandarin standard.

## Utilisations

### Non chinoises
- Rendre les conventions de prononciation actuelle de la langue chinoise parlée intelligibles aux étudiants ne la parlant pas, et en particulier ceux n'ayant pas d'expérience d'une langue tonale.
- Rendre la structure syntaxique de la langue chinoise intelligible aux personnes familières de la grammaire d'autres langues.
- Translittération de la prononciation d'un caractère chinois donné en celle de langues européennes via les conventions spécifiques de ces dernières, pour permettre l'insertion de cette prononciation dans un texte occidental.
- Permettre une communication directe en un « chinois parlé de base » entre locuteurs chinois et non chinois.

### Chinoises
- Identification de la prononciation spécifique de caractères chinois homographes dans un contexte spécifique[2] — par exemple 行: xíng (marcher ; comportement, conduite) et 行: háng (un magasin). Ce système a dû s'adapter à l'écriture verticale de haut en bas, de droite à gauche, puis de gauche à droite[3].
- Récitation d'un texte en mandarin standard pour les locuteurs d'une langue chinoise qui est inintelligible avec le mandarin, tel le cantonais.
- Apprentissage du chinois classique ou du chinois écrit moderne par des locuteurs mandarin natifs.
- Utilisation d'un clavier standard QWERTY.
- Remplacement des caractères chinois pour permettre aux illettrés du chinois d'écrire.
- Classement de livres, classement des entrées de dictionnaires, classement en général.
- Apprentissage du chinois écrit et parlé aux non-sinophones.

## Systèmes non chinois
Les romanisations Wade-Giles et les systèmes postaux apparaissent toujours régulièrement dans la littérature occidentale, mais le plus souvent en référence à des œuvres anciennes. De nos jours, le hanyu pinyin (le plus souvent sans marque de tons), adopté par la Chine en 1979, est généralement utilisé.

### Romanisations des premiers missionnaires
Les premiers missionnaires catholiques arrivés d'Europe utilisaient la langue latine pour leur communications à l'étranger, et certains noms romanisés à l'époque sont toujours utilisés. Par exemple, le mot « Confucius » peut être analysé par ses quatre composantes, soit « con » (une version régionale du son du nom de famille chinois : 孔 ; pinyin : kong), « fu » (夫 — fu dans toutes les romanisations), « ci » (chinois : 子 ; pinyin : zi ; Wade : tzu ; cantonais Yale : dz), et « us » qui fut ajoutée pour que le nom puisse être utilisé comme nom propre masculin en latin. La partie « fuci » du nom signifie « grand maître », et « Confucius » signifie donc « Grand maître Kong ». De même, la romanisation de l'autre grand nom du confucianisme, « Mencius », date de cette époque. Elle contient les éléments « men » (chinois : 孟 ; pinyin : meng, prénom courant en chinois), « ci » (le même que celui de Confucius, signifiant « maître »), ainsi que la finale latine. Le nom propre latin signifie donc « Maître Meng ».
Plus tard, des missionnaires protestants créèrent des systèmes adaptés aux langues qu'ils rencontraient dans leurs missions à travers l'Asie du Sud-est, et notamment des côtes de la Chine.

### Transcription de l’École française d’Extrême-Orient
Ce système, conçu par Séraphin Couvreur en 1902 pour l'École française d'Extrême-Orient (EFEO), fut le système dominant dans l'aire francophone jusqu'à la deuxième moitié du XXe siècle, quand il commença à être remplacé par le pinyin.

### Wade-Giles
Le premier système de romanisation largement diffusé fut celui créé en 1859 par le diplomate britannique Thomas Wade, révisé et amélioré par Herbert Giles en 1892, établissant ainsi la romanisation Wade-Giles. À part la correction de quelques ambiguïtés ou imprécisions de la romanisation Wade, l'innovation introduite dans la romanisation Wade-Giles fut l'indication des tons.
Un inconvénient majeur de la romanisation Wade-Giles est l'utilisation d'apostrophes, de signes diacritiques, et de nombres en indice (tel en Ch'üeh4), qui tous, malgré leur importance majeure, furent généralement omis dans les textes occidentaux ; dès lors, sans ces caractéristiques souvent essentielles, les transcriptions perdaient toute pertinence, la « syllabe » chinoise perdant toute prononciation et signification.
Cette romanisation reste utilisée, mais est en perte de vitesse depuis la mission de Richard Nixon en Chine.

### Système postal
Le pinyin postal, standardisé en 1906, fut une romanisation imaginée par les Français, et fut exclusivement utilisé pour les noms géographiques.

### Système Yale
La romanisation Yale fut créée à l'Université Yale au cours de la Seconde Guerre mondiale pour faciliter la communication entre les militaires américains et leurs homologues chinois. Elle utilise une orthographe des phonèmes du mandarin plus régulière que les autres systèmes existant à l'époque.
Cette romanisation fut longtemps utilisée, car présente dans des livres d'apprentissage du chinois, et faisait partie de la méthode de Yale. Cette méthode était spécifiquement orientée vers le mandarin oral et le style informel. D'autres romanisations envisagent la langue en tant que langue écrite, et en suivant parfois les principes qui sont ceux de l'apprentissage de la langue latine. La romanisation Yale fut un temps la romanisation la plus populaire. En effet, dans les pays anglo-saxons dans les années 1960 et 1970, choisir d'étudier le chinois avec les méthodes développées par les Chinois, telle les hanyu pinyin ou Gwoyeu Romatzyh, pouvait être mal vu politiquement, sous-tendant un alignement vers respectivement le Parti communiste chinois ou le Kuomintang. De nombreux Chinois d'outremer et des universités occidentales choisirent leur camp. La méthode Yale, sa romanisation et leurs ouvrages présentaient un choix neutre.
La méthode Yale a depuis été supplantée par le système chinois hanyu pinyin.

## Systèmes chinois

### Qieyin xinzi
Le premier système de romanisation créé par les Chinois fut le Qieyin Xinzi (nouvel alphabet phonétique), développé en 1892 par Lu Zhuangzhang (盧戇章) (1854-1928). Il fut utilisé pour écrire phonétiquement le dialecte de Xiamen faisant partie de la langue Min méridionale.

### Zhuyin fuhao

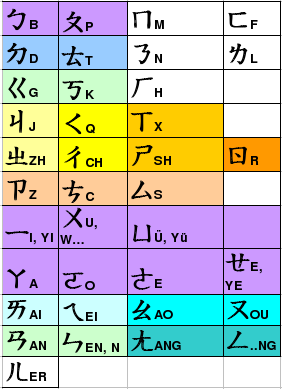
Symboles Zhuyin comparés au Pinyin

Wu Jingheng (吳敬恆) (qui avait développé un « alphabet beansprout »), Wang Zhao (王照) (qui avait développé un alphabet mandarin, le Ganhua Zimu, en 1900) et Lu Zhuangzhang furent membres de la Commission pour l'Unification de la Prononciation (1912-1913), qui développa le rudimentaire système Jiyin Zimu (記音字母) de Zhang Binglin en un système phonétique spécifique au mandarin, connu sous le nom de zhuyin fuhao (注音符號) ou bopomofo, qui fut consacré le 23 novembre 1918.
La caractéristique importante du Zhuyin Fuhao était qu'il était entièrement composé de « caractères Ruby », qui peuvent être écrits à côté de tout texte chinois écrit verticalement, de gauche à droite ou de droite à gauche. Les caractères Zhuyin sont des caractères phonétiques spécifiques et sans intervention de l'alphabet latin. Il ne s'agit donc pas à proprement parler d'une romanisation, bien qu'il y soit souvent associé de par son caractère phonétique.

### Gwoyeu romatzyh

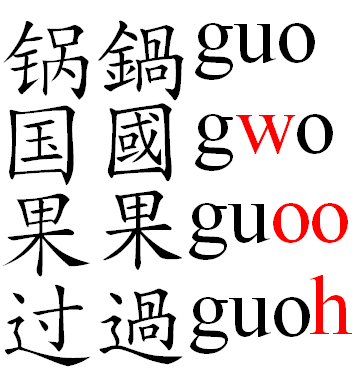
Les quatre tons du guo écrits en caractères et en gwoyeu romatzyh. Noter les différences dans l'orthographe, marquées en rouge, pour chaque ton.

En 1923, le ministère de l'Éducation du Guomindang instaura une Commission d'unification de la Langue nationale, et dont la cellule de romanisation comportait onze membres. Les circonstances politiques de l'époque ne permirent pas d'aboutir à une issue positive pour leurs travaux.
Un nouveau sous-comité par cinq professeurs qui défendaient la romanisation se forma. Ce comité, qui se rencontra 32 fois sur une période de 12 mois (1925-1926), incluait notamment Zhao Yuanren, Lin Yutang, Qian Xuantong, Li Jinxi (黎锦熙), et Wang Yi. Ils développèrent la romanisation Gwoyeu Romatzyh, promulguée le 26 septembre 1928. La caractéristique principale de ce système était que, plutôt que de noter les tons par des accents ou des nombres, ceux-ci étaient notés de la syllabe elle-même, avec l'établissement d'une orthographe systématique. L'encodage pouvait donc être entièrement réalisé par un clavier AZERTY ou QWERTY.

« …l'appel à abandonner les caractères écrits en faveur d'un alphabet romanisé trouva son meilleur écho aux environs de 1923. Comme la plupart des concepteurs du Gwoyeu Romatzyh étaient d'ardents partisans de cette option radicale, il était naturel que, à côté d'une simple fonction de notation des tons, le Gwoyeu Romatzyh devait pouvoir reprendre tous les attributs d'une langue écrite, et pour remplacer les caractères chinois en temps opportun. »

Imaginé pour remplacer les caractères chinois et dès lors conçu par des linguistes, le Gwoyeu Romatzyh ne fut cependant jamais largement utilisé pour un usage autre que de rendre la prononciation de caractères chinois spécifiques dans un dictionnaire. Les indications « dans la syllabe » avait du sens pour les utilisateurs occidentaux, mais la complexité de son système de notation des tons était telle qu'il ne fut jamais populaire parmi les Chinois.

### Latinxua sinwenz
Les premiers travaux ayant abouti à la construction du système du Latinxua Sinwenz (chinois : 拉丁化新文字 ; pinyin : Lādīnghuà Xīn Wénzì) débutèrent à Moscou dès 1928, quand l'Institut de recherche scientifique soviétique pour la Chine rechercha une méthode qui permette de communiquer avec la population chinoise vivant dans les régions orientales de l'URSS, et permettant de faciliter leur éducation et leur intégration.
Le Latinxua Sinwenz était fondamentalement différent des systèmes de romanisation en vigueur à l'époque, en ce sens qu'il devait permettre de s'affranchir entièrement des caractères chinois. Il fut décidé d'utiliser l'alphabet latin car l'on pensait que cette utilisation était plus pertinente que l'utilisation de l'alphabet cyrillique. Contrairement au Gwoyeu Romatzyh et ses méthodes complexes d'indication des tons, il n'y a pas d'indication de tons du tout en Latinxua Sinwenz. Il n'est pas de plus spécifique au mandarin et peut être utilisé pour d'autres langues chinoises.
L'éminent professeur de chinois Qu Qiubai (1899-1935) et le linguiste russe V.S. Kolokolov (1896-1979) établirent un premier système de romanisation en 1929.
En 1931, un effort coordonné entre les sinologues soviétiques B.M. Alekseev, A.A. Dragunov et A.G. Shrprintsin, et les professeurs chinois à Moscou Qu'Qiubai, Wu Yuzhang, Lin Boqu (林伯渠), Xiao San, Wang Xiangbao et Xu Teli, permit d'établir le système Latinxua Sinwenz. La romanisation fut poussée par un certain nombre d'intellectuels chinois tel Guo Moruo et Lu Xun, et des tests furent réalisés sur environ 100 000 travailleurs immigrants chinois pendant 4 ans et plus tard, en 1940-1942, dans la zone contrôlée par les communistes Shaanxi-Gansu-Ningxia. En novembre 1949, le chemin de fer du nord-est de la Chine adopta le système Latinxua Sinwenz pour toutes ses télécommunications.
Pendant un temps, cette romanisation fut relativement importante dans le nord de la Chine : et plus de 300 publications, pour un total de 500 000 exemplaires, furent publiées en Latinxua Sinwenz. Cependant :

« En 1944, le mouvement de latinisation fut officiellement suspendu dans les zones contrôlées par les communistes [de Chine] sous prétexte qu'il n'y avait pas assez de cadres capables d'enseigner la méthode. Il est plus probable que, comme les communistes envisageaient de prendre le contrôle d'un territoire beaucoup plus large, ils aient reconsidéré la question à propos de la rhétorique entourant le mouvement de latinisation. Afin d'obtenir le meilleur appui populaire, ils auraient suspendu leur soutien à ce mouvement qui a profondément offensé beaucoup de défenseurs du système traditionnel d'écriture. »

### Hanyu pinyin
En octobre 1949, l'« Association pour la réforme de la Langue chinoise écrite » fut mise en place. Wu Yuzhang, l'un des créateurs du Latinxua Sinwenz, en fut le président. Tous les membres de cet organe faisaient partie du mouvement pour le Latinxua Sinwenz (Ni Haishu (倪海曙), Lin Handa (林漢達), etc.) ou le mouvement du gwoyeu romatzyh (Li Jinxi (黎錦熙), Luo Changpei (羅常培), etc.). Ils étaient pour la plupart des linguistes de qualité. Leur première directive (1949-1952) fut de prendre « le projet phonétique d'adoption de l'alphabet latin » comme « le principal objet de [leurs] recherches ».
Lors d'une communication faite le 10 janvier 1958, Zhou Enlai observa que le Comité avait consacré trois années à essayer de créer un alphabet phonétique non inspiré de l'alphabet latin — ils avaient aussi essayé d'adapter le Zhuyin Fuhao — mais « aucun résultat satisfaisant ne fut obtenu » et l'« alphabet latin fut alors adopté ». Il constata aussi emphatiquement :

« dans le futur, nous adopterons l'alphabet latin pour un alphabet phonétique chinois. Utilisé de façon extensive dans les domaines scientifiques et technologiques, il sera dès lors assimilé facilement. L'adoption d'un tel alphabet, de plus, permettra de faciliter grandement la popularisation de la langue commune. »

Le développement de la romanisation hanyu pinyin fut un processus complexe qui demanda de nombreuses décisions sur des problèmes délicats, tels :
- la prononciation du hanyu pinyin devrait-elle être basée sur celle du dialecte de Pékin ?
- le hanyu pinyin devrait-il remplacer les caractères chinois, ou simplement être un guide de prononciation[27] ?
- le système de l'écriture traditionnelle devrait-il être simplifié ?
- le hanyu pinyin devrait-il utiliser l'alphabet latin[28] ?
- le hanyu pinyin devrait il indiquer les tons en toutes circonstances (comme pour le Gwoyeu Romatzyh) ?
- le hanyu pinyin devait-il être spécifique au mandarin, ou adaptable à d'autres langues ou dialectes chinois ?
- le hanyu pinyin devait-il être utilisé à la seule fin de promouvoir la prononciation du mandarin standard à travers la Chine[29] ?

Malgré le fait que le « premier projet pour un alphabet phonétique chinois » publié dans la Chine du Peuple le 16 mars 1956 contenait certains caractères particuliers ou inhabituels, le Comité de recherche pour la Réforme de la Langue revint rapidement à l'alphabet latin, pour les raisons suivantes :
- l'alphabet latin est largement utilisé par les scientifiques, peu importe leur langue maternelle, et les termes scientifiques sont généralement écrits en latin.
- l'alphabet latin est simple à écrire et facile à lire. Il est utilisé depuis des siècles dans la majeure partie du monde. Il peut être aisément adapté à la prononciation chinoise.
- l'utilisation de l'alphabet cyrillique aurait engendré des liens avec l'Union soviétique, alors que l'alphabet latin est connu de la plupart des lettrés russes, et l'utilisation de l'alphabet cyrillique aurait posé des problèmes avec les pays voisins de l'Asie du Sud-Est dont plusieurs utilisaient déjà l'alphabet latin.
- en réponse à la remarque de Mao Zedong que le « patriotisme culturel » serait un facteur de poids dans le choix d'un alphabet, bien que l'alphabet latin était « étranger », il pouvait être un facteur d'expansion politique et économique ; et de plus, le fait que deux grands patriotes, Qu'Qiubai et Lu Xun, étaient partisans de la romanisation levèrent les réticences quant à un faible patriotisme.
- sur la base de ce que les Anglais, Français, Allemands, Espagnol, Polonais, et Tchécoslovaques ont modifié l'alphabet latin pour leur propre usage, et parce que l'alphabet latin est dérivé de l'alphabet grec, qui lui-même était dérivé des alphabets phénicien et égyptien, il n'y avait pas plus de honte particulière à adopter l'alphabet latin qu'il n'y en avait à utiliser les chiffres arabes ou d'autres signes mathématiques conventionnels, quelle que soit leur origine[30].

Le mouvement pour la réforme de la langue fut ajourné pendant la révolution culturelle, et plus rien ne fut publié à propos de linguistique ou d'une réforme de la langue entre 1966 et 1972. Les sous-titres en pinyin apparus dans l'Hebdomadaire du Peuple et le Hong Qi (« Drapeau rouge ») en 1958 ne furent plus indiqués entre juillet 1966 et janvier 1977.
En sa version finale, le hanyu pinyin :
- fut utilisé pour rendre une prononciation ;
- fut exclusivement basé sur la prononciation du dialecte de Pékin ;
- incluait des marques de ton ;
- comprenait les traditionnels « son initial », « son final », et le modèle du « ton suprasegmental » ;
- était écrit avec l'alphabet latin.

Le hanyu pinyin s'était développé depuis la directive de Mao de 1951, par la promulgation du 1er novembre 1957 de la version d'essai par le Conseil d'état, en sa forme finale approuvée par le Conseil d'état en septembre 1978, pour être accepté en 1982 par l'Organisation internationale de normalisation comme la norme de transcription de la langue chinoise.

## Autres transcriptions
Les langues chinoises ont été transcrites phonétiquement en de très nombreux autres systèmes. L'écriture phagpa par exemple, a été utilisée pour reconstruire la prononciation des formes anciennes de la langue chinoise.
Il existe également plusieurs systèmes de cyrillisation des langues chinoises.
Le projet en cours Science et Civilisation en Chine utilise une autre romanisation. Les bases en sont similaires (voire identiques) au Wade-Giles, la principale différence étant qu'un « h » est inséré pour l'aspiration (où le Wade-Giles utilise une apostrophe). Dès lors, le hanyu pinyin tiān / Wade-Giles t'ien1 est rendu en thien.